# ادبیات مشروطه
ادبیات مشروطه به آثار نثر و شعری گفته می‌شود که از اواخر قرن نوزدهم میلادی تا سال ۱۹۲۱ (۱۳۰۰ خورشیدی) تحت تأثیر آرمان‌های آزادی‌خواهانه مشروطه‌خواهان پدید آمد. منشأ ادبیات مشروطه، همچون خود جنبش مشروطه‌خواهی، تحولات سیاسی، اجتماعی، اقتصادی و فرهنگی ایران در قرن نوزدهم بود. اهمیت ادبیات این دوره، در ایجاد پیوند بین سنت‌های ادبی کهن و رویکردهای مدرن ادبی بود.

## قالب‌ها و ویژگی‌ها

### طنز
تلاش روشنفکران دوره مشروطه برای مبارزه با خرافات، باعث رسوخ زبان طنز در شعر و نثر دوران مشروطه شد. آنها از طنز استفاده کردند تا مخاطب خود را خلع سلاح کنند. استفاده از طنز در ادبیات فارسی البته سابقه دیرینه‌ای داشت، اما نویسندگان و شاعران این دوران آن را دگرگون کردند.

## روزنامه‌ها
روزنامه قانون
روزنامه حبل المتین کلکته
روزنامه ثریا
چرند و پرند
مساوات (روزنامه)
صبح صادق (قاجار)
نسیم شمال
صوراسرافیل
روزنامه اختر استامبول
روزنامه شمس استامبول
مجله پارس استامبول

## کتابها
مکتوبات کمال الدوله
رساله یک کلمه
کتاب احمد
مشروطه‌نامه
سیاحتنامه ابراهیم بیگ
تنبیه‌الامه و تنزیه‌المله
تاریخ دخانیه
مقیم و مسافر
جهودکشان

## رسائل مشروطیت
رساله‌ها و لوایحی که در جریان مشروطه از طرف افراد موافق یا مخالف مشروطیت منتشر می‌شدند.

### رسائل طرفداران مشروطیت

#### مقاله سؤال و جواب در فواید مجلس
نویسنده آن سید نصراله تقوی از علمای دوره مشروطه و در دورهٔ اول نماینده وعاظ و ذاکرین در مجلس بود. معتقد است که مملکت بی قانون با وجود نظام‌های قانونمند و سلطه گر در دنیا، لقمه طیب و آکله حلال می‌گردد در چنین شرایطی، چه راهی را باید برگزید یا باید تسلیم شویم و طوق بندگی بر گردن نهیم و با دست خود اسلام را تنها گذاریم یا این که طوایف فاسده و فرق ضاله سبقت گیرند و قدرت را به چنگ آورند و بدین صورت مذهبمان تغییریابد یا این که مخالفین مذهب و آنانی که مذهب را مضیع حقوق بشر می‌دانند سوارکار شوند یا این که در نهایت علما، خود کمر همت ببندند و مجلسی را که حافظ حقوق ملت و مجری قوانین اسلام باشد بنا کنند.
وی شبهٔ مخالفین مشروطه (مبنی بر مخالفت قوانین مشروطه با شریعت) را ناشی از قلت تأمل و قصور اطلاع می‌داند و معتقد است در مسئله مشروطیت باید بین مواد قانونی و هیئت قانونی فرق گذاشت پس ممکن است ما در وضع ماده قانونی، محتاج به اختراع وضع جدید یا التزام به رشتهٔ تقلید دولت مجاور نبوده باشیم، فقط تصرف جدیدی که در کار دارد همان هیئت و ترتیب است که برای اجرای مواد قانون، گریزی از مراعات او نیست و در همین نقطه است که اروپاییان خود را مقتدای عالم دانسته‌اند و تجربه‌ها به مرور ادوار پیداکرده، راه به موقع اجرا آوردن قوانین را صاف نموده‌اند به عبارت آخری، در این تغییر وضع،  نتیجه ای که از اقدامات علما حاصل است این است که همان قوانین موضوعه آل محمد (ص) که از زمان تصدی والیان جور تا به اکنون مهجور و معطل مانده، به توسط امنای دولت و ملت و امضای شخص شاخص سلطنت به موقع اجرا آید.

#### رسالهٔ انصافیه
اثر حاج ملاعبدالرسول کاشانی است. او نشان می‌دهد که روحانی آگاه، زمان‌شناس، ضداستبداد و استعمار است
از نظر او آنچه انسان را از حیوان متمایز می‌سازد آزادی است، معنای آزادی نیز این است که انسان مختار نفس، مال، عیال، منزل و کسب و امور معاشیه، قلم، طبع عقاید و تعلیمات و حرکت و سکون خود باشد، این معنی را حضرت محمد (ص) در حدیث الناس مسلطون علی اموالهم بیان کرده‌است. پس از تعریف آزادی، به تبیین لزوم آزادی می‌پردازد و می‌نویسد که: انسان آزادی لازم دارد تا دیگری مانع از ترقی نفسانی و مالی او نباشد، این معنا نیز در حدیث: لاضرر ولاضرار فی الاسلام آمده‌است. اما از آن جا که از نظر او آزادی مطلق موجب تحدید آزادی دیگران و حتی تعدی به افراد دیگر می‌شود بنابراین آزادی فردی قلمرو و محدوده ویژه ای دارد تا از خودسری قابل انفکاک باشد، این قلمرو کجاست؟ مرز آن قانون است. از این رو باید به قانون پاک و بی نقص تمکین شد ولی از آن جا که انسان تحت تأثیر قوای غضبیه و شهویه است طبعاً نخواهدتوانست که مقنن و حاکم باشد پس وضع قانون کامل، تنها از سوی خداوند میسر است.
به عقیدهٔ وی، دلیل نیاز غیرمسلمانان به مشروطه، فقدان قانون کامل است با این حال با اندک تأملی می‌بینیم که پارلمنت‌های دولت‌های متمدنه زحمت‌ها کشیدند، قوانین وضع کردند ناسخ و منسوخ هم داشتند ولی نهایتاً نتوانستند، قوانین کاملی وضع کنند.
ملاعبدالرسول در ادامه بحث خود به دفاع از مشروطه می‌پردازد و تأکید می‌کند که چون ما هنوز معنای مشروطه را نفهمیده‌ایم بدون تحقیق با آن مخالفت می‌کنیم.
مشروطه در نقطه مقابل مطلقه قراردارد و تمکین به آن و نفی مطلقیت قدرت، تمکینی عقلی است. از سوی دیگر چون معنای مشروطیت، عموماً، جز تمکین به عدالت نیست و عدالت در شریعت اسلامی نیز رکن اصلی و لازمه حکومت است پس میان مشروطیت و شریعت تضادی نخواهد بود بل مشروطیت از شریعت اخذ شده‌است.

#### مکالمات مقیم و مسافر
نوشته آقا نورالله اصفهانی که ادعا می‌کند آنچه طرفداران مشروطه می‌گویند، همان قانون و دستورالعمل حضرت خاتم الانبیا است.

### رسائل مخالفین مشروطیت

#### تذکره الغافل
از رسائل مهم مشروعه خواهان است که در آن هم انتقادهای ایشان علیه مشروطه و مشروطه طلبان و هم تفکر مشروعه خواهی هست. از نام و نشان مؤلف این رساله، اطلاعات دقیقی در دست نیست بعضی او را سیداحمد یا شیخ فضل‌الله نوری یا شیخ عبدالنبی یا محمد صادق بن محمد زکی الرشتی الانزلیجی دانسته‌اند:
این که هر ملتی نیازمند به قانون است از مسائل بدیهی است لکن چه قانونی می‌تواند علاوه بر معاش، امر معاد را مختل نکند؟ لابد چنین قانونی منحصر خواهدبود به قانون الهی، زیرا اوست که جامع جهتین است، اگر کسی ادعاکند که عده ای از عقلا می‌توانند به منظور شور، گرد هم آیند و قانونی وضع کنند که دربرگیرنده آن دو جهت باشد، پس بعثت انبیا چه می‌شود؟!
باز اگر کسی توهم کند که نیازهای زمانه تغییردهنده یا تکمیل کنندهٔ پاره ای از قوانین الهی است و ما می‌توانیم با شور به وضع آن‌ها بپردازیم، این شخص از دین خارج شده‌است، زیرا پیامبر اسلام، خاتم انبیاء است و قانون او ختم قوانین است. پس این دارالشور اگر مقصودش جعل قانون جدید است، بی اشکال تصدیق به صحت آن، منافات با اقرار نبوت و خاتمیت و کمال دین داشت. اگر مقصود آن‌ها جعل ترتیب قانون موافق شرع بود اولا: آن که ربطی به آن جماعت نداشت و ثانیا: آن که عمل به استحسان عقلی است و حرام، و اگر مقصود آن وضع قانون در عرفیات و غیرشرعیات است پس اسم شرع و قرآن را چرا می‌برند و در ذیل آن علما امضاء کردند و مخالف آن را معاند امام معصوم (ع) دانستند. اگر منظورشان از مشروطه، اجرای قانون اسلام بود چرا اساس آن را بر مساوات و آزادی گذاردند درحالی که این دو اصل خراب کننده اساس اسلام است، زیرا اقوام دین به عبودیت است نه به آزادی و بنای آن به تفریق مجتمعات و جمع مختلفات است نه به مساوات.
از یک سو فرق نگذاشتن بین مرتد، کافر، اهل کتاب و مسلمان در جامعه اسلامی خلاف دین است و از سوی دیگر آزادگذاشتن قلم و زبان، به القای شبهات و نشر کلمات کفریه منجر می‌گردد و موجب ضلالت توده مردم می‌شود.
اگر هدف این نظام، تقویت اسلام بود این همه آدم‌های فاسد و کافر و نیز دولت انگلیس از آن حمایت نمی‌کردند درحالی که قرآن می‌فرماید: کفار را ناصر و دوست و محل اسرار خود قرارندهید. درحالی که افراد مثل ملکم، نصاری و کفر حامی اسلام شدند افراد مؤمن و باتقوا ذلیل و خوار شدند.
و درنهایت، مشروطه، غذایی است که به درد خود اروپاییان می‌خورد و ایران به علت دارا نبودن سه خصلت، یعنی ۱) وجود مذاهب مختلفه ۲) کمی جندیه و ۳) کثرت ایلات بادیه، نمی‌تواند به پارلمنت روی آورد. این که اروپا به پارلمنت روی آورده‌است به علت نداشتن این سه نقیصه می‌باشد و بدین خاطر است که مشروطه در ایران به بی‌ثباتی و هرج و مرج کشیده شده‌است.

#### حرمت مشروطه
رساله ای نوشته شده توسط شیخ فضل‌الله نوری است وی در این رساله تلاش می‌کند تا به دو سؤال پیروانش پاسخ گوید:
الف ـ چرا مساعدات جدی اولیه حجه الاسلام به مخالفت با مشروطیت و مهاجرت به حضرت عبدالعظیم پیوست، آیا این مخالفت موجب شرعی داشت و به این سبب بود که مشروطه را با قوانین شریعت آسمانی مخالف یافتند؟
ب ـاگر علت مخالفت با مشروطه، موجب شرعی نداشت، پس به چه دلیل با آن مخالفت کردید؟
وی اول به علت همکاری خود با مشروطه خواهان اشاره می‌کند و بعد به بررسی علل مخالفت خود می‌پردازد. عدالت‌خواهی و احیای کلمه طیبه عدل، انگیزه ای است که وی را به نهضت کشانده‌است لکن کم‌کم کلمات موهم شنید و نهضت از هدف اصلی خود منحرف شد.
دیدم دسته ای از مردم … وارد بر کار شدند، کم‌کم کلمات موهمه از ایشان شنیده شد که حمل بر صحت می‌شد تا آن که یک درجه پرده از آن برداشتند و بنای انتخاب وکلا و مبعوثین و اعتماد بر اکثریت آراء می‌گذاردند بازهم اغماض شد که این‌ها برای انتظام امور و بسط عدالت است. تا رفته رفته بنای نظام‌نامه و قانون نویسی شد.
گاهی با بعضی مذاکره می‌شد که این دستگاه چه معنا دارد؟ ..... وکالت چه معنا دارد؟ موکل کیست و موکل فیه چیست؟ اگر مطالب امور عرفیه است این ترتیبات دینی لازم نیست و اگر مقصد امور شرعیه عامه است این امر راجع به ولایت است نه وکالت، و ولایت در زمان غیبت امام زمان (ع) با فقها و مجتهدین است نه فلان بقال و بزاز، و اعتبار به اکثریت آراء به مذهب امامیه غلط است و قانون نویسی چه معنا دارد؟ قانون ما مسلمانان همان اسلام است.